# Rusinów (gmina Rusinów)
Rusinów – wieś w Polsce położona w województwie mazowieckim, w powiecie przysuskim, w gminie Rusinów.
Prywatna wieś szlachecka, położona była w drugiej połowie XVI wieku w powiecie radomskim województwa sandomierskiego. W latach 1975–1998 miejscowość należała administracyjnie do województwa radomskiego.
Miejscowość jest siedzibą gminy Rusinów oraz  rzymskokatolickiej parafii Świętych Apostołów Piotra i Pawła.

## Zabytki
Parterowy pałac kryty czterospadowym dachem mansardowym z lukarnami. Od frontu piętrowy ryzalit z półkolistą częścią środkową - werandą (apsydą). Cały ryzalit zwieńczony pełną balustradą z kartuszem w centralnym miejscu zawierającym herby: Rawicz Franciszka Dembińskiego i Leliwa Urszuli z Morsztynów.

Herb Rawicz Dembińskich
Leliwa Urszuli z Morsztynów